# Walter Dill Scott

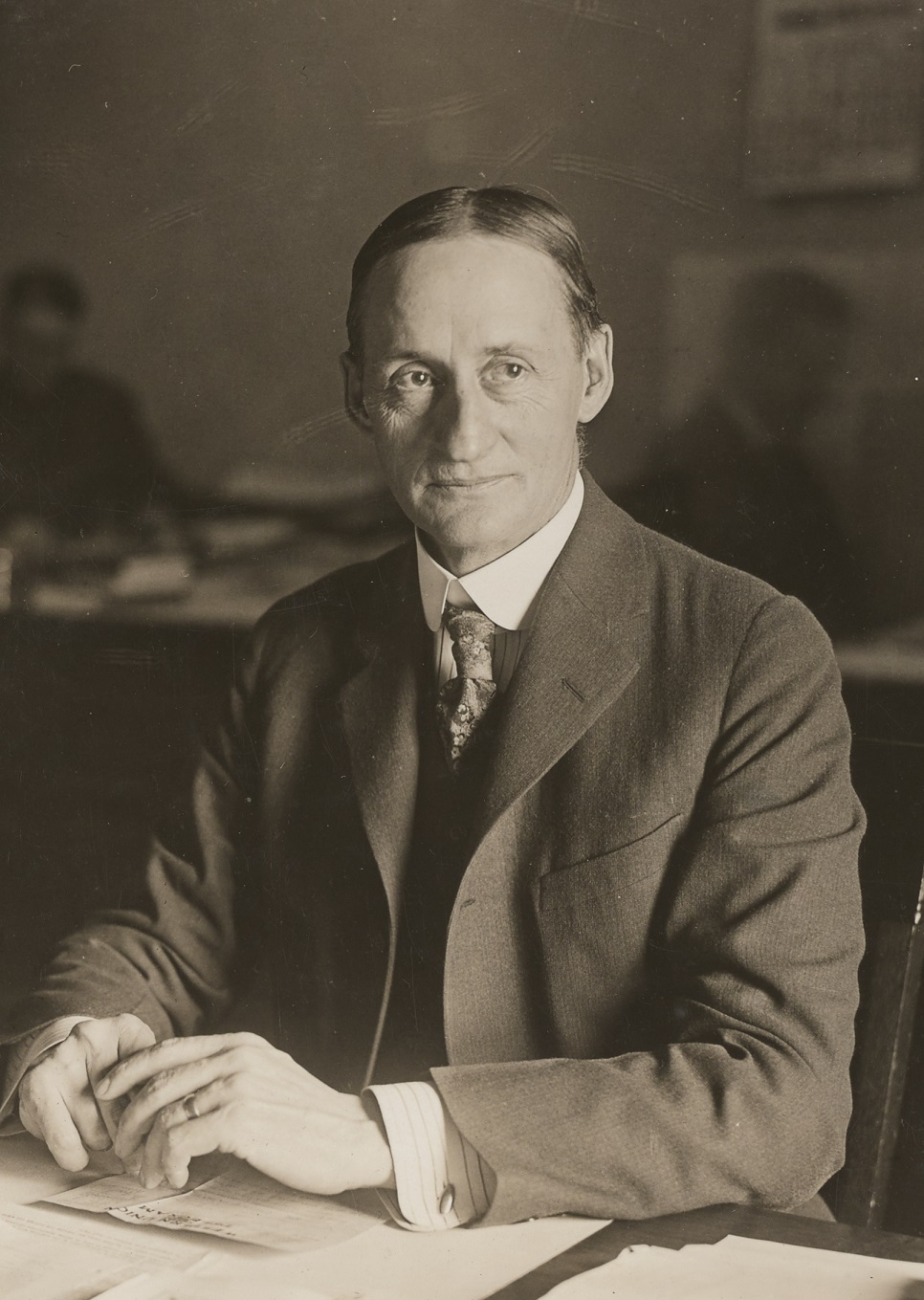
Walter Dill Scott

Walter Dill Scott (* 1. Mai 1869 in Cooksville, Illinois; † 24. September 1955 in Evanston, Illinois) war ein amerikanischer Psychologe. Er zählt zu den Begründern der angewandten Psychologie. Sein Forschungsschwerpunkt lag in der Entwicklung von Verfahren zur Personalauswahl und der Werbepsychologie. Von 1919 bis 1939 war er Präsident der Northwestern University.

## Leben
Walter Dill Scott wurde am 1. Mai 1869 in Cooksville, Illinois, im Mittleren Westen der USA geboren. Als zweiter Sohn seines Vaters James Sterling Scott und seiner Mutter Henrietta Sutton Scott wuchs er gemeinsam mit seinem Bruder John und seinen drei Schwestern Mary Louise, Retta und Myrtle in einer Familie von Landwirten auf. Aufgrund des schlechten Gesundheitszustandes seines Vaters übernahmen er und seine Geschwister einen Großteil der Arbeit auf der Farm.
Im Jahre 1898 heiratete er Anna Marcy Miller in Chicago, die eine seiner Kommilitonen an der Northwestern University war und wie Scott als Lehrerin arbeitete. 1902 und 1908 kamen seine beiden Söhne John Marcy und Sumner Walter zur Welt. Scott lebte mit seiner Frau in Illinois und starb am 23. September 1955 im Alter von 86 Jahren an einer Hirnblutung.

## Akademische Laufbahn und Karriere
Walter Dill Scott beschloss früh, dem Beruf des Lehrers nachzugehen und besuchte nach der örtlichen Landschule die Illinois State University. Anschließend wurde er mit Hilfe eines Stipendiums in die Northwestern University aufgenommen. Während seines Studiums gab er Nachhilfeunterricht. Im Jahr 1895 erhielt Walter den Bachelor of Arts und wurde in die Phi Beta Kappa aufgenommen.
Sein Ziel war es, Universitätspräsident in China zu werden. Um dies erreichen zu können, schrieb er sich in das McCormick Theological Seminary, eine Theologieschule in Chicago, ein und schloss 1898 den Bachelor of Divinity ab. Da es in China keine geeigneten Arbeitsstellen gab, beschloss er im Jahr 1900 mit seiner Frau nach Deutschland zu ziehen. Von seinem wachsenden Interesse an der Psychologie geleitet, promovierte Scott unter der Leitung von Wilhelm Wundt an der Universität Leipzig in den Fächern Psychologie und Bildungsverwaltung.
Mit diesem Abschluss kehrte er in die Vereinigten Staaten zurück und nahm eine Anstellung als Dozent für Psychologie und Pädagogik an der Northwestern University an. Dort wurde er 1902 Direktor des psychologischen Labors. 1907 wurde er zum Professor in Psychologie und zwei Jahre später zum Leiter der neu eröffneten Abteilung für Psychologie ernannt.

### Werbepsychologie

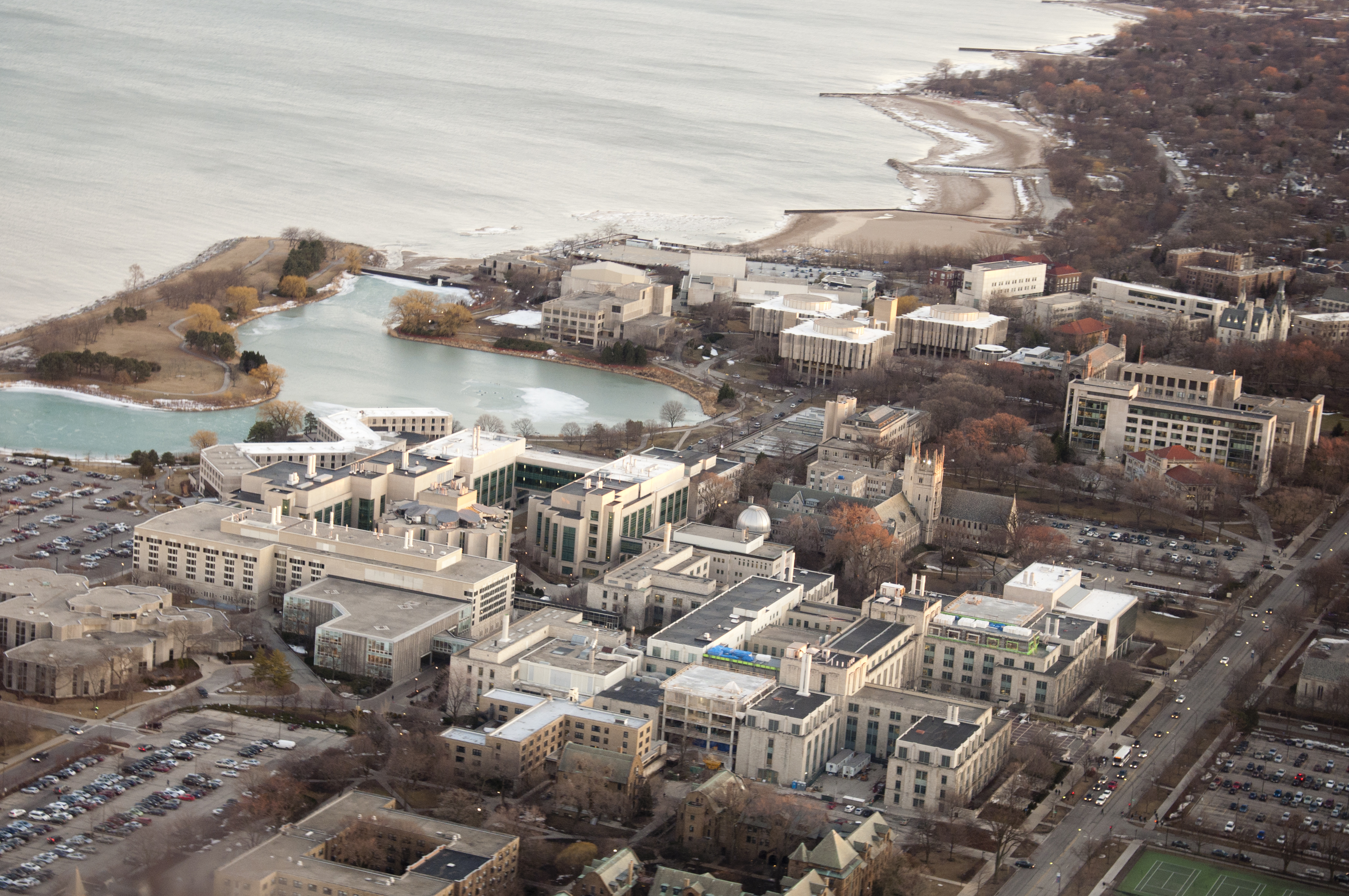
Northwestern University

Während seiner Lehrzeit an der Northwestern University, wurde Walter D. Scott von einem Werbefachmann angesprochen, der nach Ideen suchte, um Werbung attraktiver zu gestalten. Daraufhin veröffentlichte Scott im Jahr 1903 das Buch The Theory of Advertising. A Simple Exposition of the Principles of Psychology in Their Relation to Successful Advertising, in dem er erstmals das Thema Werbung mit der Psychologie in Bezug setzte. Ein weiteres Buch zum Thema Werbung erschien 1908 mit dem Titel The Psychology of Advertising in Theory and Practice. Bei der Analyse von Werbeanzeigen stellte Scott fest, dass viele schlecht gemacht und für die Konsumenten nicht ansprechend gestaltet waren. Um die Werbungen zu verbessern, wollte Scott erstmals die Fähigkeiten der Menschen, die für die Erstellung der Werbeanzeigen zuständig waren, analysieren und erkannte hierbei die Wichtigkeit einer systematischen Auswahl von Verkäufern. Über zwei Jahre experimentierte er mit der Anstellung von Verkäufern, zuerst für eine Tabakfirma und anschließend für mehrere Betriebe. Hierfür führten die Bewerber unter Scotts Aufsicht mehrere Interviews durch, wobei die Antworten und Einstellungen methodisch erfasst wurden. Anschließend wurde zu jedem Bewerber ein Protokoll erstellt. Mittels einer Analyse dieser Daten, konnte Scott ein System von Berufseignungstests für Bewerber konstruieren, die als Grundlage zur Einstellung als Verkäufer verwendet wurden.
Auch den Qualitäten der Werbung selbst schrieb er eine große Bedeutung zu. Scott konzentrierte sich hierbei weniger auf die theoretischen Erläuterungen der psychologischen Elemente in der Werbung, sondern legte den Fokus auf die praktische Anwendung in der Wirtschaft. Nach vielen Recherchen fokussierte sich Scott auf das Konzept der Suggestion. Er berücksichtige im Gegensatz zu anderen Akademikern vor allem die psychologischen Aspekte. Durch Umfragen versuchte er herauszufinden, was der Kunde will. Demnach sind die Konsumenten eher über emotionale Apelle beeinflussbar. Scott war der Meinung, dass Werbung Überzeugungsarbeit leisten muss, anstatt rein informativ zu sein und eine hypnotische Wirkung auf den Menschen hat.  Aufgrund dieser Erkenntnisse wurde die Direct-Command-Regel in der Werbebranche eingeführt, nach der die Konsumenten eine direkte Botschaft, wie „Trink Coca-Cola“, erhalten sollten, um den Kauf eines Produkts zu bezwecken. Auch empfahl er, ganzseitige Anzeigen zu verwenden, da eine Studie zeigte, dass die durchschnittliche Person Informationen mit mehr als vier Bildern auf einer Seite nicht behalten kann.
Im Jahr 1913 schlug Scott ein neues Model der Werbewirkung vor, die aus drei Phasen bestand. Demnach muss Werbung zuerst die Aufmerksamkeit des Kunden auf sich ziehen und ihn vom Produkt überzeugen wollen. In einer zweiten Phase sollten Interesse und positive Gefühle für das Produkt geweckt werden, um bei den Verbrauchern anschließend ein Verlangen nach dem Produkt auszulösen. Scotts Werbetechnik war der Vorreiter des AIDA-Models, das bis heute noch in Verwendung ist.
Nicht nur Scott, sondern auch Walter Van Dyke Bingham erkannte die Notwendigkeit der Anwendung der Psychologie auf die Geschäftswelt. Er gründete in Folge das Bureau of Salesmanship an der Carnegie Institution of Technology. 1916 bis 1918 war Scott dort als Direktor tätig und wandte sich immer mehr der Entwicklung von Forschungsmethoden zur Werbewirkungsforschung und testbasierten Personalauswahlverfahren zu.

### Anfänge der Personalauswahl
Während des Ersten Weltkrieges setzte Walter Dill Scott Kritik an der damaligen Methode der militärischen Gruppentests aus, die sich der Erforschung der allgemeinen Intelligenz zur Ermittlung der Offiziere widmeten. Diese Intelligenztests waren eine neue Erfindung des Psychologen Alfred Binet, die Menschen auf ihre allgemeine Intelligenz untersuchten, um Minderbegabte zu identifizieren. Jenes Verfahren sollte nun genutzt werden, um das Militär nach ihrem Intelligenzalter entsprechend zu klassifizieren und einzusetzen.
Scott und Bingham erkannten jedoch, dass es effektiver wäre, nicht die allgemeine Intelligenz zu messen, sondern zu überprüfen, wie der Einzelne seine Intelligenz im Allgemeinen einsetzt und entwickelten ihr eigenes Personal-Auslese-Programm. Für sie war es wichtig, die gesamte Person mit deren spezifischen Fähigkeiten zu bewerten, anstatt rein deren mentale Struktur. Unterschiedliche Umgebungen erforderten auch spezifische geistige Fähigkeiten, die es mittels diesen Tests herauszufinden gilt. Fünf wesentliche Qualitäten waren für das Auslese-Programm von Bedeutung: die Persönlichkeit eines Soldaten, seine Intelligenz, seine körperlichen Fähigkeiten, seine Führungsqualitäten und sein Gesamtwert für die Streitkräfte. Diese kritische Ansicht führte anfangs dazu, dass Scott von der Entwicklung der Intelligenztests ausgeschlossen wurde. Letztendlich durfte er seine Methode zur Bewertung von Menschen hinsichtlich ihrer persönlichen Qualitäten in Ft. Myers in New Jersey ausprobieren und erzielte große Erfolge. Mittels dieser Technik war es dem Militär nun möglich, die für verschiedene Aufgaben geeigneteren Offiziere und Unteroffiziere zu ermitteln und auszuwählen. Das Scott-System war so erfolgreich, dass ihm 1919 als einzigem Psychologen der Distinguished Service Award verliehen wurde. Auch wurde er, durch Abstimmung mehrerer amerikanischer Psychologen, in American Men of Science vorgestellt und zum Präsidenten der American Psychological Association gewählt.
1919 gründete Walter die Scott Company Engineers and Consultants in Industrial Personnel, eine erfolgreiche Beratungsfirma, die mehr als 40 Industrie- und Geschäftsunternehmen unterstützte. Das Hauptziel der Scott Company war es, die Zufriedenheit der Mitarbeiter und dadurch die Effizienz ihrer Arbeit zu steigern. Dies wollte Scott durch Managementmethoden erreichen, die sich auf die Menschen und nicht auf die Arbeit konzentrierten.

### Präsident der Northwestern University

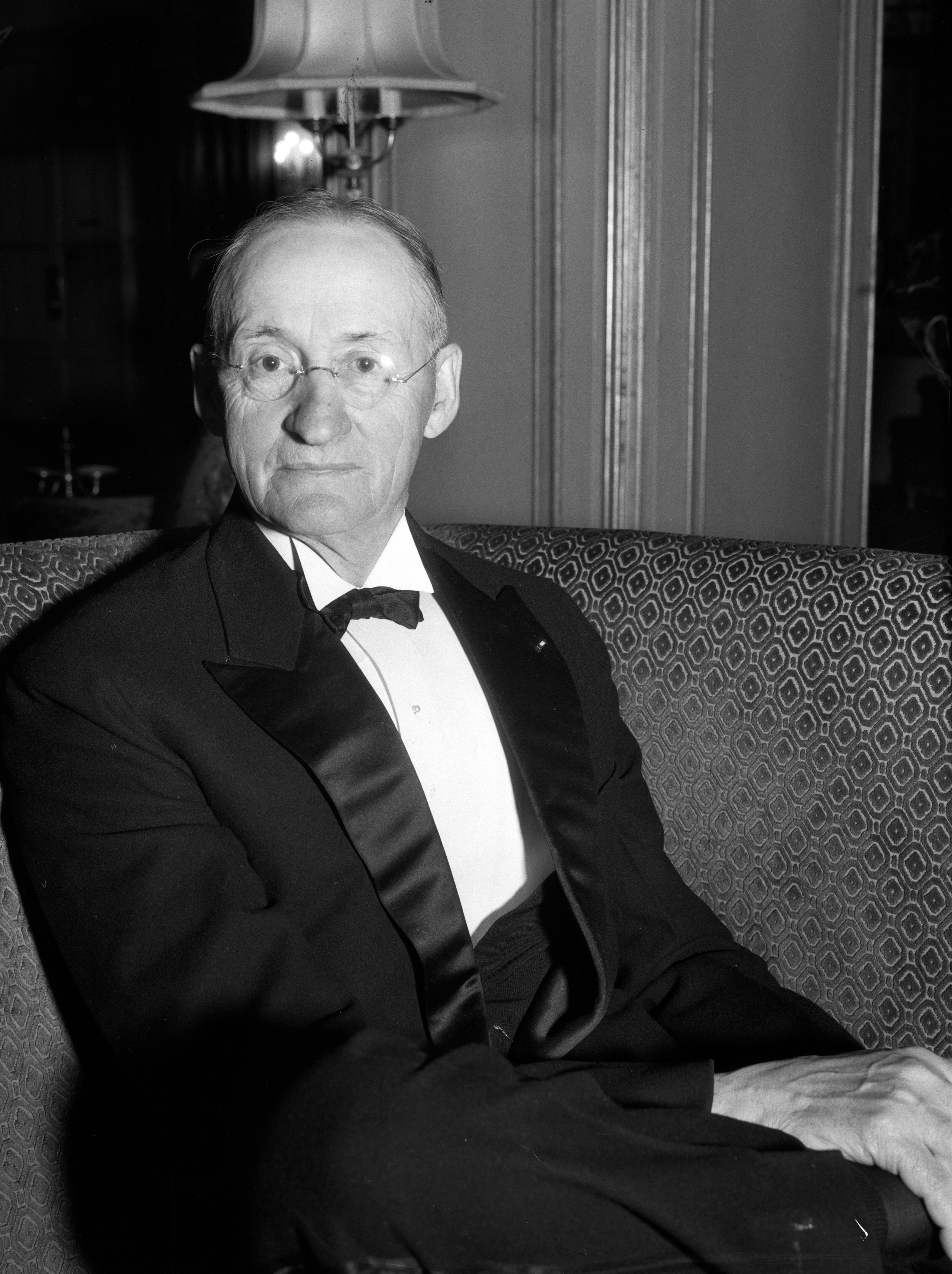
Walter Dill Scott (1929)

Nachdem Lynn Harold Hough sein Amt als Präsident der Northwestern University niedergelegt hatte, wurde Scott die Präsidentschaft angeboten. Vorerst verunsichert, da die Scott Company sehr erfolgreich war, wohingegen die Universität mit einer unzureichenden finanziellen Basis und baulichen Anlage zu kämpfen hatte, nahm er das Angebot schlussendlich an. Von 1920 bis 1939 war er in Folge als Präsident der Northwestern University tätig. Er veröffentlichte in dieser Zeit mehrere Lehrbücher und setzte sich zu Beginn seiner Amtszeit das Ziel, die Northwestern University über Spendensammlungen zu refinanzieren und auszubauen. Die Entwicklung des Campus in Chicago gehörte zu Scotts wichtigsten Ereignissen. Neben dem Bau des größten Gebäudes, das Technological Institute, wurden auch die Deering Library und ein Bürogebäude eröffnet. Der Bau der Abbott Hall im Jahre 1939 führte zu einer Verbesserung der Wohnsituation auf dem Campus.
In seiner Präsidentschaft schaffte es Scott, den Wert der Institution von 12 Millionen US-Dollar auf fast 48 Millionen US-Dollar zu verdreifachen. Scott trug nicht nur zur physischen, sondern auch zur akademischen Verbesserung des Northwestern University bei, indem er die School of Journalism (1921), die School of Speech (1926) und das University College (1934) gründete. Er schaffte unter anderem den Universitätsrat ab und setzte stattdessen den Universitätssenat ein, wodurch die Fakultät in die Governance der Universität einbezogen wurde. Ebenso wurde ein universitätsweiter Alumni-Verein gegründet und eine Einkaufsabteilung im Institut erbaut.

#### Das Personalbüro
Um den Bedürfnissen der Studenten besser gerecht zu werden, gründete Walter das Personalbüro unter der Leitung von L. B. Hopkins. So erhoffte er sich die Probleme bei den Verwaltungen der Einschreibungen, als auch die Zufriedenheit der Studenten zu verbessern. Die Mitarbeiter des Büros begannen als ersten Schritt, alle neuen Studenten auf dem Campus zu befragen und zu klassifizieren. Über die Jahre wurden detaillierte Informationen jedes Studenten über soziale Aktivitäten, familiäre Verhältnisse und deren Arbeiten gesammelt, um sie anschließend auf einer individuellen Karte festzuhalten. Aufgrund dieser Informationen erkannten Scott und Hopkins, dass bei der Auswahl der Studenten alle Qualitäten berücksichtigt werden müssen, anstatt nur die schulische Leistung. Diese Ansichtsweise bezweckte, dass viele amerikanische Universitäten immer mehr die Verantwortung für die allgemeine Entwicklung der Studenten übernahmen und nicht mehr nur die rein formale Ausbildung.
Zur Verbesserung des Personalbüros setzten sie sich als weiteres Ziel, auch Frauen in ihr Büro einzustellen, um besser auf die Bedürfnisse der Studentinnen an der Universität eingehen zu können. Deshalb stellten Scott und Hopkins die ehemalige Northwestern-Studentin Esther McDonald, die ein großes Interesse an der Personalpsychologie zeigte, als stellvertretende Leiterin des Personalbüros ein. Zwei Jahre später, 1926, beschloss nicht nur McDonald, sondern auch Hopkins das Personalbüro zu verlassen, weshalb D.T Howard als zweiter Direktor nachrückte. Bis 1930 wuchs das Büro auf 14 Mitarbeiter an und sorgte für ein breites Spektrum an Aktivitäten, wie die finanzielle Unterstützung und Bindung der Studenten. Die Personalkonzepte und -techniken von Scott wurden in vielen weiteren Universitäten übernommen.

## Werke
- The Theory of Advertising. A Simple Exposition of the Principles of Psychology in Their Relation to Successful Advertising. Small, Maynard & Company. 1903.[7]
- The Psychology in Public Speaking. 1907.[11]
- The Psychology of Advertising in Theory and Practice. Small, Maynard & Company. 1908.[11]
- Increasing Human Efficiency in Business - A contribution to the psychology of business. The Macmillan company. 1911.[11]
- Influencing men in business. the psychology of argument and suggestion. The Ronald press company. 1911.[10]
- Personnel Management. Principles, Practices, and Point of View. 1926.[11]